# Nunca te diré adiós
 Nunca te diré adiós  es una película de Argentina en blanco y negro dirigida por Lucas Demare según el guion de Homero Manzi y Ulyses Petit de Murat que se estrenó el 29 de abril de 1947 y que tuvo como protagonistas a Zully Moreno, Ángel Magaña, Orestes Caviglia y Malisa Zini.

## Sinopsis
El amor desencontrado de una mujer casada y un hombre soltero.

## Reparto
- Zully Moreno ... Beatriz Renoir / Mónica Ramos de Wembley
- Ángel Magaña ... Marcelo
- Orestes Caviglia ... Don Ángel
- Malisa Zini ... Margarita Aguiar
- Ricardo Galache ... Dr. Aguiar
- Margarita Corona ... Doña Alicia
- José Ruzzo ... Don Robles
- Alba Mujica
- Pascual Nacaratti
- Julia Sandoval ... Josefina
- René Mugica
- Ricardo Duggan ... Martín
- Jeannet Morel
- Manuel Alcón

## Comentarios
Roland en Crítica dijo:

”El folletín asido a un leve cuento de semanario se disimula, casi hasta lo irreconocible bajo la sugestión de la imagen y el brillo de la palabra.”

Por su parte Calki escribió en El Mundo:

”Pese al estimable esfuerzo artístico… no logra la difícil comunicación perfecta entre el propósito y la realización… ambiente sugestivo.”

Manrupe y Portela opinan:

”Una pareja inusual en un filme atípico, en el misterio de muchos aspectos del libro y situaciones extrañas como una cita en un cementerio. Un film extraño y poco revisado.”